# Nikica Valentić
Nikica Valentić (Gospić, 24 de noviembre de 1950 – 3 de mayo de 2023) fue un empresario, abogado y político croata que ejerció como Primer Ministro de Croacia entre 1993 y 1995. Hasta la fecha, es la persona más joven que ha ocupado ese cargo, ya que tenía 42 años cuando asumió el cargo, y también es el primer ministro croata nacido después de la Segunda Guerra Mundial.
Valentić se graduó en la Facultad de Derecho de la Universidad de Zagreb. Antes de Antes de involucrarse en política, fue un alto funcionario de INA, la compañía petrolera croata.
El 3 de abril de 1993, como miembro de la Unión Democrática Croata, fue propuesto por el presidente Franjo Tuđman a ocupar el cargo de Primer Ministro. Ocupó el cargo hasta el 4 de noviembre de 1995.
Unos meses después de asumir el cargo, su gabinete devaluó la moneda croata, el dinar croata, deteniendo la inflación y trayendo algún tipo de estabilidad económica [[Economía de Croacia] a Croacia]] por primera vez después del inicio de la guerra. En junio de 1994, el dinar croata fue reemplazado por la kuna croata.
En 1995, al final de su mandato, dirigió a la policía y el ejército croata en la Operación Tormenta lo que en última instancia conduciría al fin de la guerra en Croacia y la vecina Bosnia y Herzegovina. Después de que expiró su mandato, se desempeñó como miembro del Parlamento croata hasta 2003.